# Campeonato Mato-Grossense de Futebol de 2012
O Campeonato Mato-Grossense de Futebol de 2012 foi a 69ª edição do torneio, realizado no estado de Mato Grosso e organizado pela Federação Mato-Grossense de Futebol. A divisão principal teve início no dia 21 de janeiro e final no dia 2 de maio de 2012. O Luverdense sagrou-se campeão após vencer a equipe do Cuiabá nos pênaltis.

## Regulamento

### Primeira fase
O Campeonato Mato-Grossense de 2012, esta sendo disputado por dez clubes, onde todos jogam entre si em turno e returno. Os quatro melhores colocados são classificados para a fase semifinal. Os dois últimos colocados foram rebaixados para a Segunda Divisão de 2012.

### Semifinal
A fase semifinal será disputada entre os quatro melhores colocados da primeira fase. O primeiro colocado jogará contra o quarto, enquanto o segundo melhor enfrentará o terceiro, em jogos de ida e volta. Os primeiro e segundo colocados da primeira fase jogarão o segundo jogo do confronto em seu estádio.

### Final
Será disputada entre os dois vencedores da fase semifinal, em jogos de ida e volta. Terá a vantagem de jogar o segundo jogo em casa a equipe que tiver somado o maior número de pontos em todo o campeonato (primeira fase + semifinal). O vencedor será consagrado Campeão Mato-Grossense de Futebol 2012.

## Equipes participantes
| Equipe                 | Cidade             | Estádio                       | Capacidade | Títulos (mais recente) |
| ---------------------- | ------------------ | ----------------------------- | ---------- | ---------------------- |
| Barra do Garças        | Barra do Garças    | Zeca Costa                    | 3 000      | 0 (não possui)         |
| Atlético Campoverdense | Campo Verde        | Estádio Félix Belém de Castro | 3 000      | 0 (não possui)         |
| Cuiabá                 | Cuiabá             | Dutrinha                      | 3 500      | 3 (2011)               |
| Luverdense             | Lucas do Rio Verde | Passo das Emas                | 4 000      | 1 (2009)               |
| Mixto                  | Cuiabá             | Dutrinha                      | 3 500      | 23 (2008)              |
| Rondonópolis           | Rondonópolis       | Caldeirão                     | 18 000     | 0 (não possui)         |
| Palmeiras              | Cuiabá             | Dutrinha                      | 3 500      | 0 (não possui)         |
| Sorriso                | Sorriso            | Egídio José Preima            | 4 000      | 2 (1993)               |
| União                  | Rondonópolis       | Caldeirão                     | 18 000     | 1 (2010)               |
| Vila Aurora            | Rondonópolis       | Caldeirão                     | 18 000     | 1 (2005)               |

## Classificação
| 1  | Cuiabá                 | 39 | 18 | 12 | 3 | 3  | 26 | 11 | 15  | 72 |
| 2  | Luverdense             | 31 | 18 | 8  | 7 | 3  | 32 | 23 | 9   | 57 |
| 3  | Vila Aurora            | 29 | 18 | 8  | 5 | 5  | 20 | 16 | 4   | 54 |
| 4  | Mixto                  | 29 | 18 | 7  | 8 | 5  | 24 | 16 | 8   | 54 |
| 5  | União Rondonópolis     | 28 | 18 | 7  | 7 | 4  | 22 | 18 | 4   | 52 |
| 6  | Atlético Campoverdense | 20 | 18 | 5  | 5 | 8  | 19 | 25 | -6  | 37 |
| 7  | Palmeiras-MT           | 17 | 18 | 5  | 2 | 11 | 17 | 30 | -13 | 31 |
| 8  | Rondonópolis           | 17 | 18 | 4  | 5 | 9  | 24 | 29 | -5  | 31 |
| 9  | Sorriso                | 17 | 18 | 4  | 5 | 9  | 20 | 26 | -6  | 31 |
| 10 | Barra do Garças        | 15 | 18 | 2  | 9 | 7  | 17 | 27 | -10 | 27 |

## Fase final
Em itálico, as equipes que possuem o mando de campo no primeiro jogo do confronto e em negrito as equipes classificados.
|  | Semifinais  | Semifinais        | Semifinais | Semifinais |       |        | Final | Final | Final | Final |
|  |             |                   |            |            |       |        |       |       |       |       |
|  | Cuiabá      | 2                 | 1          | 3          |       |        |       |       |       |       |
|  | Mixto       | 0                 | 1          | 1          |       |        |       |       |       |       |
|  | Mixto       | 0                 | 1          | 1          |       | Cuiabá | 0     | 1     | 1 (0) |       |
|  |             |                   |            |            |       | Cuiabá | 0     | 1     | 1 (0) |       |
|  |             | Luverdense (pen.) | 1          | 0          | 1 (3) |        |       |       |       |       |
|  | Luverdense  | Luverdense (pen.) | 1          | 0          | 1 (3) | 3      | 3     | 6     |       |       |
|  | Luverdense  |                   |            |            |       | 3      | 3     | 6     |       |       |
|  | Vila Aurora | 3                 | 0          | 3          |       |        |       |       |       |       |

Semifinal
IDA
| 12 de Abril | Mixto | 0-2 | Cuiabá       | Cuiabá            |  |
| 16h         |       |     | {{{golos2}}} | Estádio: Dutrinha |  |

| 13 de Abril | Vila Aurora | 3-3 | Luverdense   | Rondonópolis                   |  |
| 17h45       |             |     | {{{golos2}}} | Estádio: Estádio Luthero Lopes |  |

Volta
| 19 de Abril | Luverdense | 3-0 | Vila Aurora  | Lucas do Rio Verde              |  |
| 18h         |            | -   | {{{golos2}}} | Estádio: Estádio Passo das Emas |  |

| 20 de Abril | Cuiabá | 1-1 | Mixto        | Várzea Grande       |  |
| 16h         |        |     | {{{golos2}}} | Estádio: Dito Souza |  |

Final
IDA
| 27 de Abril | Luverdense | 1-0 | Cuiabá       | Lucas do Rio Verde              |  |
| 17h         |            |     | {{{golos2}}} | Estádio: Estádio Passo das Emas |  |

VOLTA
| 3 de Maio | Cuiabá | 1-0 (0-3 pen.) | Luverdense   | Cuiabá            |  |
| 16h       |        |                | {{{golos2}}} | Estádio: Dutrinha |  |

| Campeonato Mato-Grossense de 2012 |
| --------------------------------- |
| LUVERDENSE Campeão (2° título)    |